# حارة السكنيه السفلى (ذمار)
حارة السكنية السفلى هي إحدى حارات مدينة ذمار التابعة لمحافظة ذمار، بلغ تعداد سكانها 896 نسمة حسب تعداد اليمن لعام 2004.